# Cacheu (region)

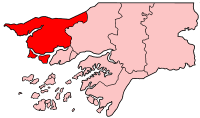
Regionens läge i Guinea-Bissau.

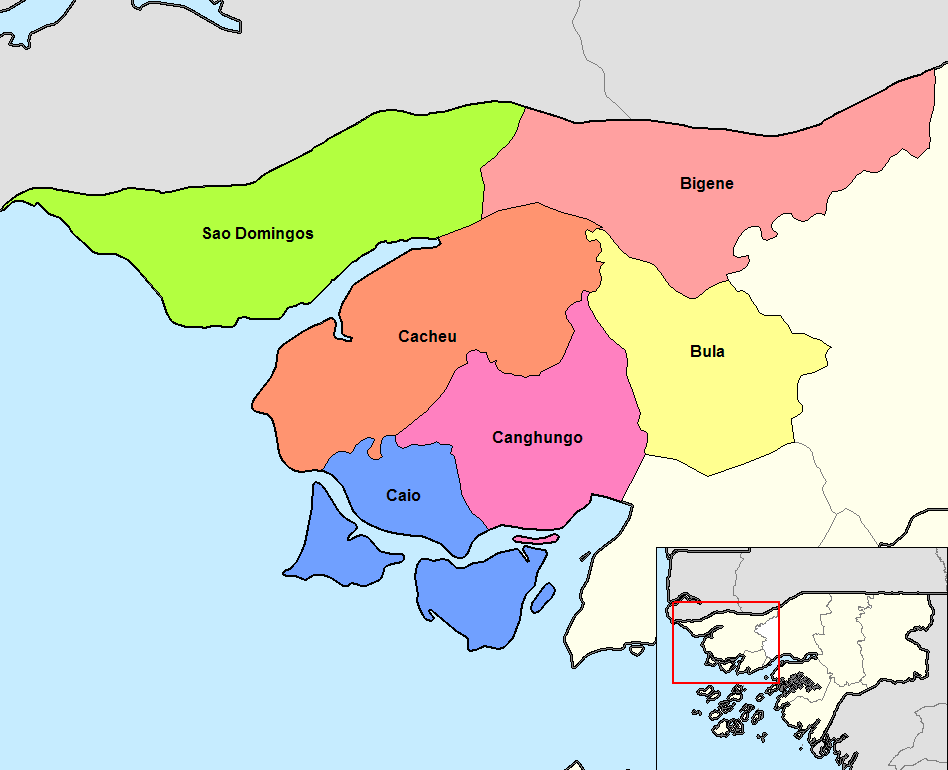
Karta över regionens sektorer.

Cacheu är en av Guinea-Bissaus administrativa regioner och är belägen i den västra delen av landet. Regionen har kust mot Atlanten i väster och gräns mot Senegal i norr. Befolkningen uppgick till 199 674 invånare vid folkräkningen 2009, på en yta av 5 174,9 kvadratkilometer. Den administrativa huvudorten är Cacheu.

## Administrativ indelning
Regionen är indelad i sex sektorer:
- Bigene
- Bula
- Cacheu
- Caió
- Canchungo
- São Domingos